# Вандермерш, Бернар
Вандермерш, Бернар  (фр. Bernard Vandermersch; 1942, Париж) — французский психиатр и психоаналитик, последователь Жака Лакана. В качестве врача-психиатра работал в клинике Дранси, параллельно принимая анализантов в своём кабинете на улице Паради; в 2007 году оставил психиатрию и полностью посвятил себя психоанализу.
Секретарь и президент Международной лакановской ассоциации в 2003-06 гг., вице-президент Ассоциации по международным делам с 2006 года. Совместно с Романом Шемама был редактором одного из наиболее популярных в мире "Словаря психоанализа" (2005), на настоящий момент пережившего 4 издания.

## Сочинения
- Vandermersch В. Une année à l'hôpital, enseignement de clinique lacanienne, Paris: ALI, 2009.
- Vandermersch В. et Chemama R. Dictionnaire de la Psychanalyse. Paris: Larousse, 1995; 4ème édition en 2009.